# 巴特曼卡河
巴特曼卡河（烏克蘭語：Батманка），是烏克蘭的河流，位於該國東部頓涅茨克州，屬於克里維托雷茨河的支流，發源自米哈伊利夫卡，河道全長9.6公里，流域面積25平方公里。